# Далли, Уильям
Уильям Моррис «Билл» Далли (англ. William Morris "Bill" Dally; 22 февраля 1908, Элмайра, Калифорния — 30 мая 1996, Элмайра, Калифорния) — американский гребец, выступавший за сборную США по академической гребле в конце 1920-х годов. Чемпион летних Олимпийских игр в Амстердаме в зачёте восьмёрок, победитель и призёр многих студенческих регат.

## Биография
Уильям Далли родился 22 февраля 1908 года в статистически обособленной местности Элмайра, штат Калифорния.
Занимался академической греблей во время учёбы в Калифорнийском университете в Беркли, состоял в местной гребной команде «Калифорния Голден Беарс», неоднократно принимал участие в различных студенческих регатах, в частности в 1928 году выиграл чемпионат Межуниверситетской гребной ассоциации (IRA).
Наивысшего успеха в гребле на международном уровне добился в сезоне 1928 года, когда вошёл в основной состав американской национальной сборной и благодаря череде удачных выступлений удостоился права защищать честь страны на летних Олимпийских играх в Амстердаме. В распашных восьмёрках с рулевым благополучно преодолел все предварительные этапы и в решающем финальном заезде более чем на две секунды опередил главных конкурентов британцев — тем самым завоевал золотую олимпийскую медаль.
После окончания университета и завершения спортивной карьеры работал на ранчо в своём родном поселении Элмайра.
Умер 30 мая 1996 года в Элмайре в возрасте 88 лет.